# Anoeme andrewesi
Anoeme andrewesi är en skalbaggsart som beskrevs av Charles Joseph Gahan 1906. Anoeme andrewesi ingår i släktet Anoeme och familjen långhorningar. Inga underarter finns listade i Catalogue of Life.